# Pizzagate

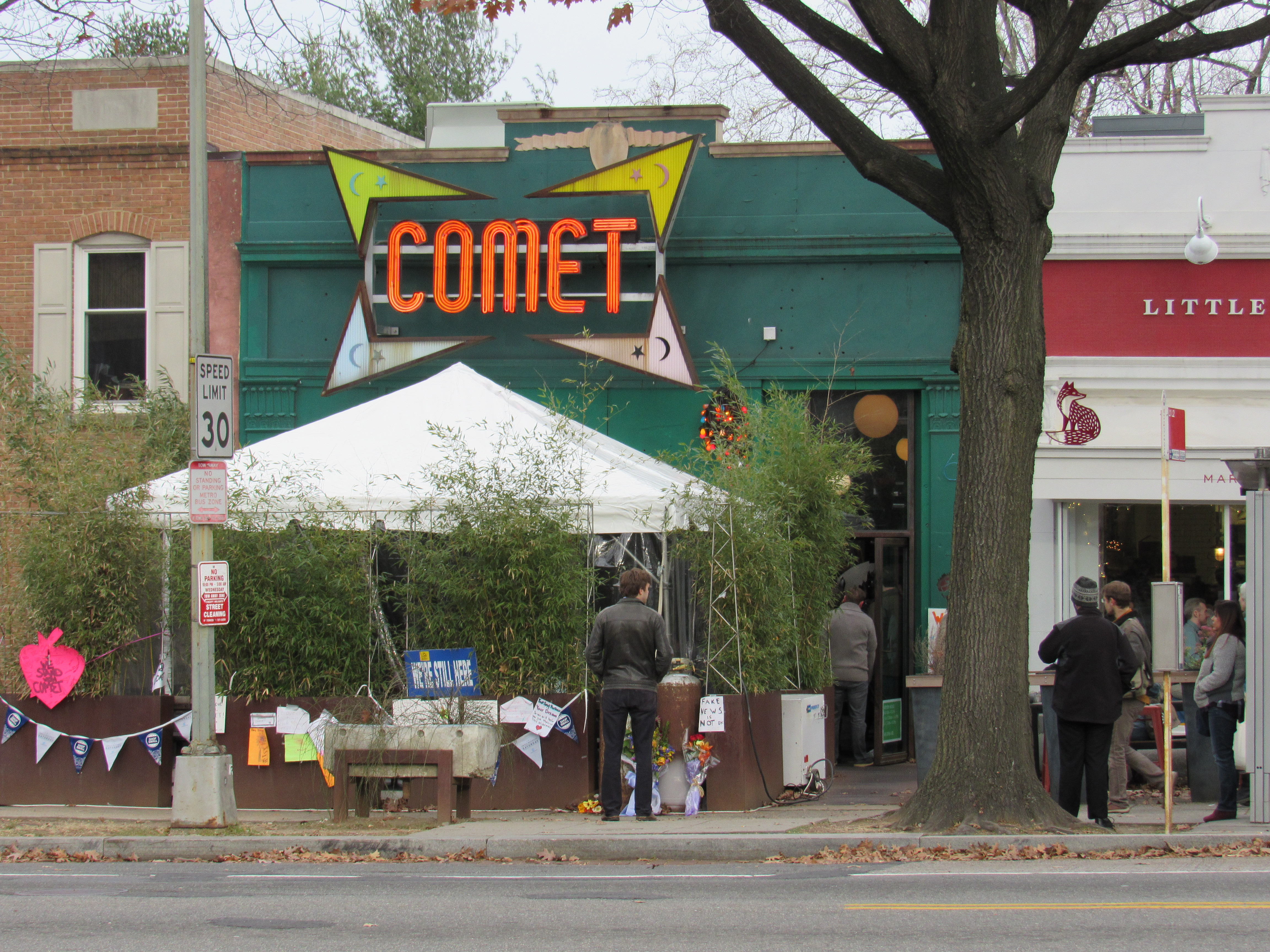
Pizzarestaurangen Comet Ping Pong var enligt konspirationsteorin centrum för en pedofilring.

Pizzagate avser en konspirationsteori som spreds under presidentvalskampanjen i USA 2016. Enligt teorin innehåller John Podestas e-post, som läcktes ut av Wikileaks, kodade meddelanden som hänvisar till människohandel och knyter ett antal restauranger i USA samt medlemmar i Demokratiska partiet till en pedofilring. Påståendena har diskuterats ingående i media och har av bland annat New York Times och Fox News samt polisen i Washington D.C beskrivits som en konspirationsteori. 

## Teorins ursprung och innehåll
Enligt Buzzfeed som försökt spåra teorins ursprung kommer den från en tweet postad av vitmaktaktivister. Ryktena spreds vidare på sociala medier och pizzarestaurangen Comet Ping Pong i Washington D.C pekades ut som en mötesplats för pedofiler. Som "bevis" anfördes bland annat en bild tagen på restaurangen där en man bar en t-shirt med texten 
"J' ❤ L'Enfant", vilket kan översättas från franska med "Jag älskar barnet".  Texten avsåg emellertid inte  "barn" och pedofili utan en annan restaurang med namnet L'Enfant, som i sin tur var uppkallad efter Pierre L'Enfant, som skapat staden Washingtons ursprungliga stadsplan. Vidare hävdades att John Podesta och hans bror Tony Podesta hade kopplingar till Madeleine McCanns försvinnande i Portugal 2007, att logotyper för olika restauranger och organisationer liknar symboler som pedofiler använder, samt att Hillary Clinton skulle vara inblandad i pedofilringen och att FBI gjort husrannsakan hos henne, vilket inte heller stämde.

## Trakasserier och skottlossning
När konspirationsteorin spreds vidare drabbades ägaren och personalen på Comet Ping Pong av trakasserier och hotfulla meddelanden.  Den 4 december 2016 öppnade Edgar Maddison Welch, en 28-årig man från Salisbury, North Carolina, eld inne i restaurangen med en automatkarbin och skadade inredningen, men ingen människa skadades. Welch sa senare till polisen att han "egenhändigt" ville undersöka pizzerian och säkerställa att inga minderåriga barn hölls fångna där.  Efter att ha erkänt sig skyldig till federalt vapenbrott och "angrepp med dödligt vapen" dömdes Welch den 22 juni 2017 till fyra års fängelse.
Den 12 januari 2017 riktade Yusif Lee Jones från Louisiana ett telefonhot mot en annan pizzeria i samma kvarter och sa att han ville "rädda barnen" och "slutföra" det som "den andre mannen" inte lyckades med. Jones riskerar upp till fem års fängelse och 250 000 dollar i böter.

## Allmänhetens åsikter
I en undersökning gjord 6-7 december 2016 tillfrågades 1224 registrerade väljare om de trodde att Hillary Clinton "hade anknytning till en pedofilring som styrs från en pizzeria i Washington D.C.". Av de tillfrågade svarade 9 procent att de tror att hon hade anknytning, 72 procent att de inte tror det, och 19 procent att de var osäkra. Av Trump-väljare svarade 14 procent att de tror att hon hade anknytning, 54 procent att de inte tror det, och 32 procent att de var osäkra.
En annan undersökning gjord 17-20 december av The Economist/YouGov frågade väljarna om de trodde att "läckt e-post från Clinton-kampanjen talade om pedofili och människohandel -.'Pizzagate' ". Resultaten visade att 17 procent av Clinton-väljarna svarade "sant", medan 82 procent svarade "inte sant"; och 46 procent av Trump-väljarna svarade "sant", medan 53 procent svarade "inte sant."

## Michael T. Flynn och Michael Flynn Jr

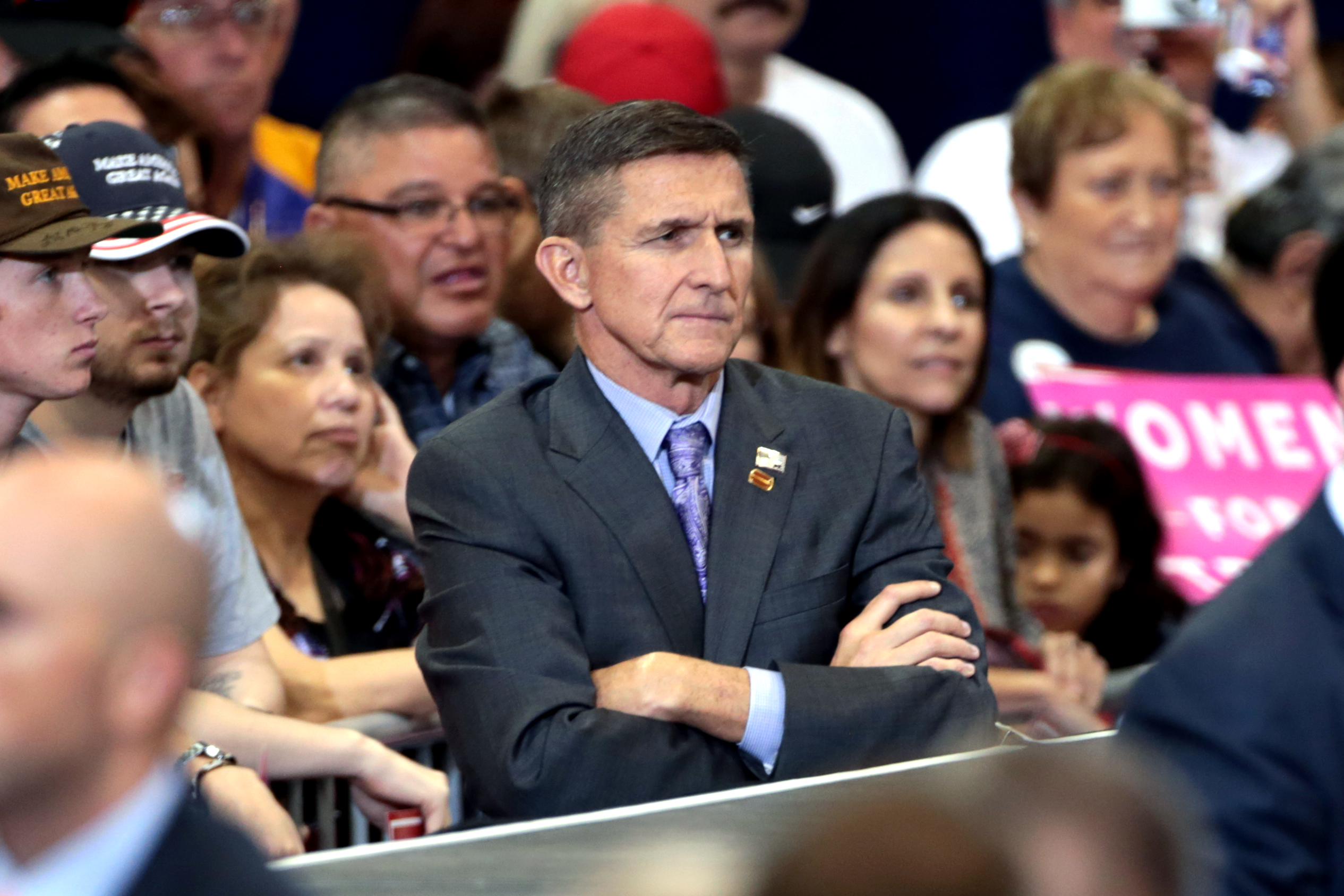
Michael T. Flynn som tweetade konspirationsteoretiska anklagelser om Hillary Clinton och John Podesta.

I november 2016 postade Michael T. Flynn, som då ingick i Donald Trumps "övergångsteam" och även var Trumps blivande nationella säkerhetsrådgivare, flera tweets på Twitter med konspiratoriskt material om att Clintons kampanjchef, John Podesta, drack blod och kroppsvätskor från andra människor i satanistiska ritualer, som enligt Politico sedan "integrerades" med konspirationsteorin om #pizzagate och Comet Ping Pong.
Även Michael Flynn Jr, son till Michael T. Flynn, och även han medlem i Trumps övergångsteam, postade tweets med anknytning till pizzagate. Den 6 december 2016 tvingades han lämna övergångsteamet, vilket enligt New York Times troligen berodde på hans tweets.